# كيتشيجوجي

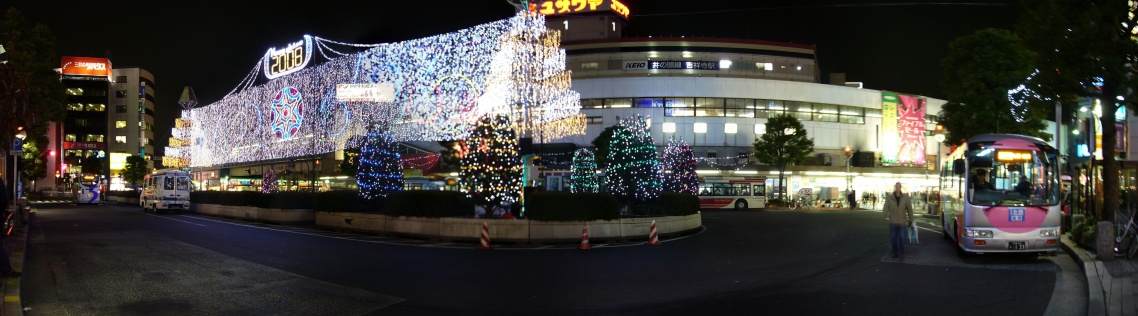
منظر بانورامي أمام محطة كيتشيجوجي

كيتشيجوجي (باليابانية: 吉祥寺) هي منطقة في مدينة موساشينو، طوكيو، اليابان. تتميز المدينة بحيويتها وارتياد الجيل الشاب وتنوع الفنون والثقافة. تصل المنطقة بمحطة كيتشيجوجي التي يمر منها ثلاث خطوط قطارات هي خط طوزاي، خط تشوأو، وخط صوبو كما أنها محطة انطلاق خط إنوكاشيرا الذي يربطها مع شيبويا.

## حديقة إنوكاشيرا
حديقة إنوكاشيرا (井の頭恩賜公園) هي حديقة تقع في الجزء الجنوبي لمحطة كيتشيجوجي وتضم الحديقة بحيرة إنوكاشيرا (井の頭池) ومنبع نهر كاندا (神田上水) الذي أسس في فترة إدو كمنبع رئيسي لنهر كاندا. يقع متحف جيبلي عند الزاوية الجنوبية الشرقية من الحديقة، وهو يتبع إستديو جيبلي أحد أشهر إستديوهات الأنمي في اليابان.

## معرض صور

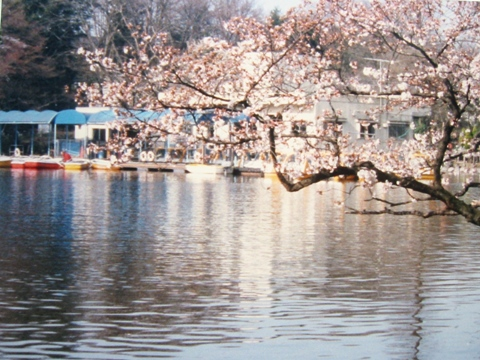
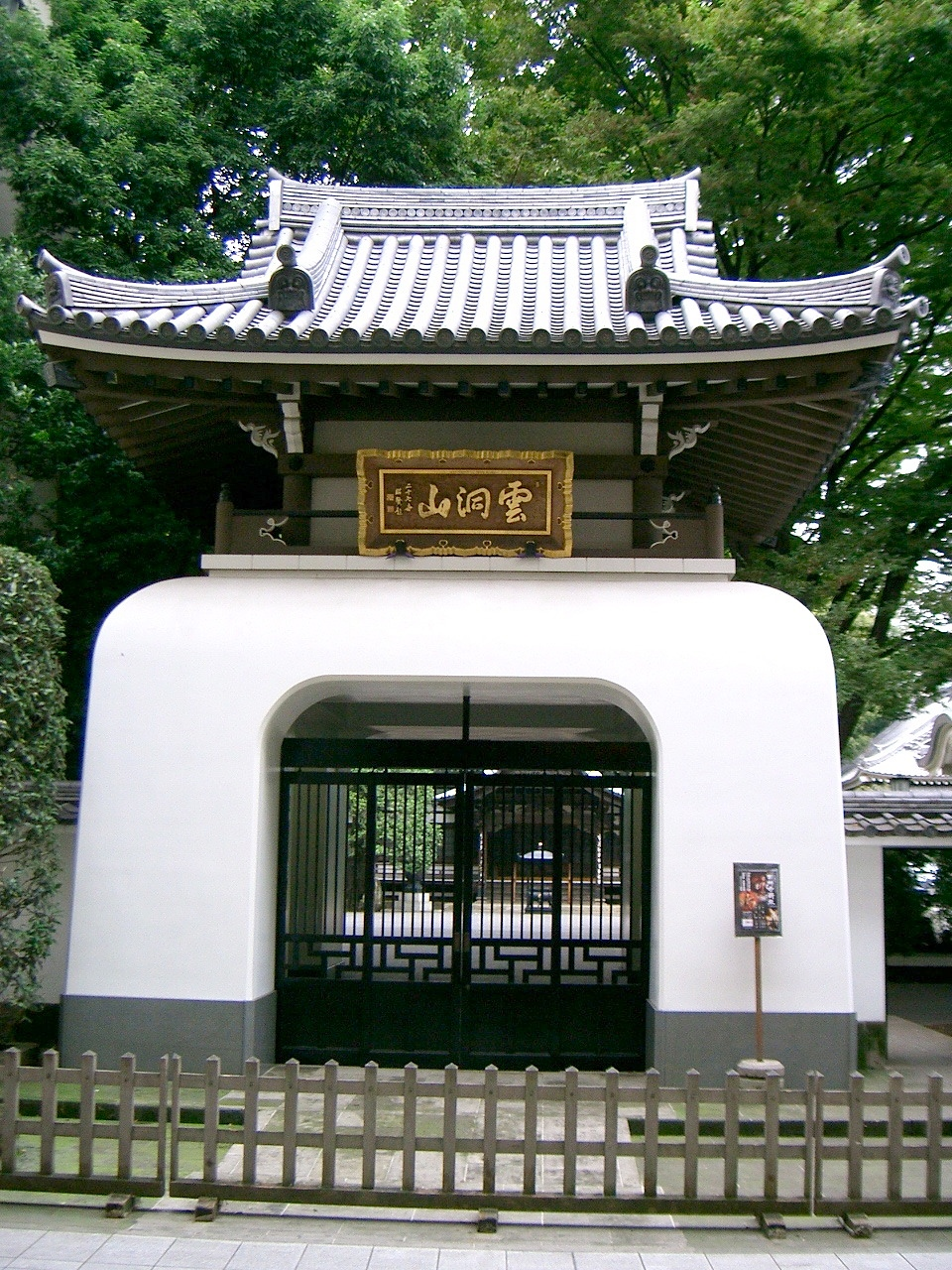
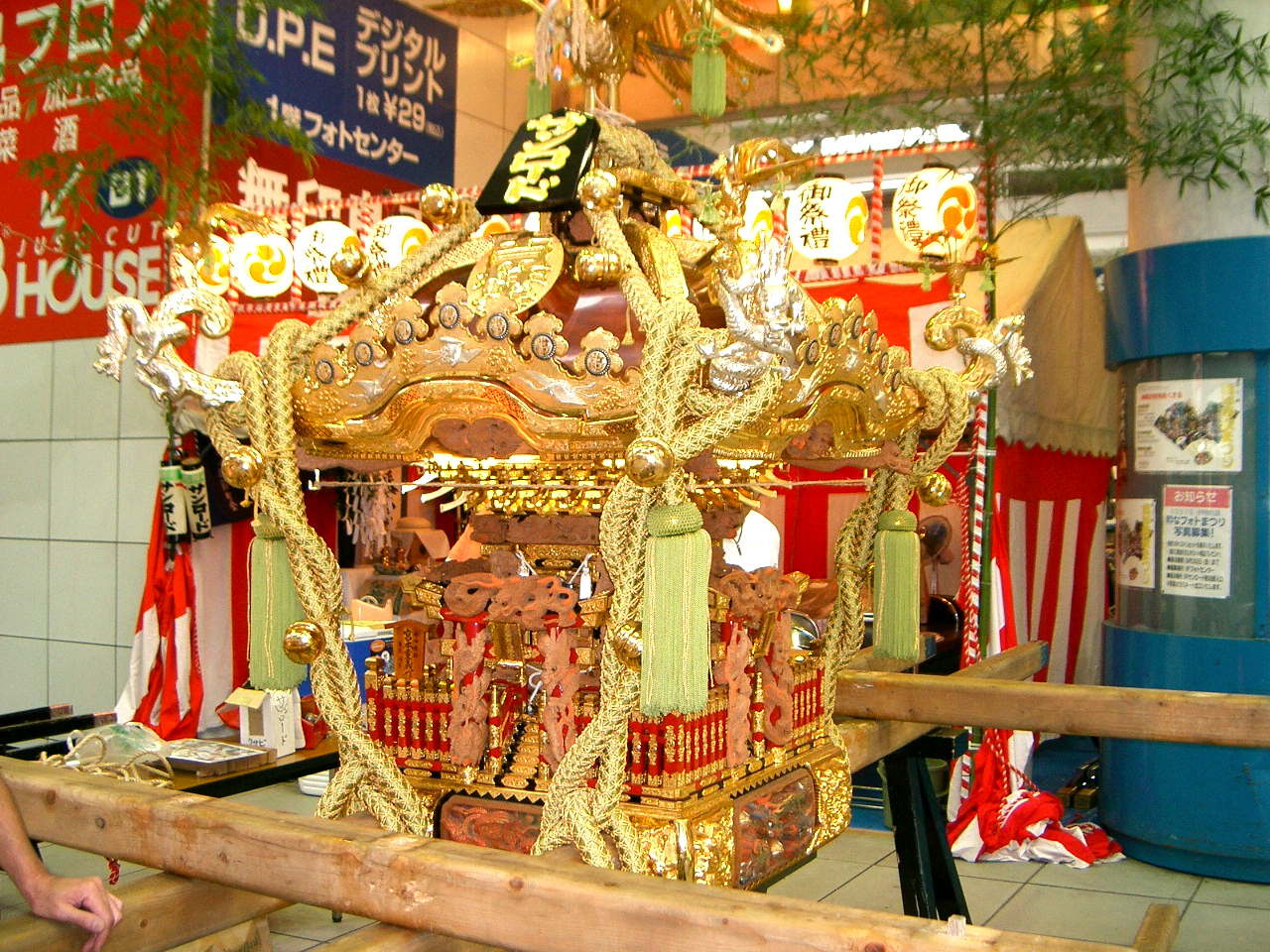